# Tachygyna pallida
Tachygyna pallida är en spindelart som beskrevs av Chamberlin och Ivie 1939. Tachygyna pallida ingår i släktet Tachygyna och familjen täckvävarspindlar. Inga underarter finns listade i Catalogue of Life.